# Shudder to Think
Shudder to Think (en français, Frisson de penser) est un groupe américain de rock alternatif, originaire de Washington.

## Histoire
La première formation du groupe est composée de Craig Wedren (chant et guitare), Chris Matthews (guitare), Stuart Hill (basse) et Mike Russell (batterie). Dans cette incarnation, le groupe sort une chanson sur la compilation F-R-5 de Fetal Records en 1987 (Too little, too late), deux singles et un album (Curse, Spells, Voodoo, Mooses, 1989) avant d'être signé par Dischord Records. Trois albums suivent (Ten-Spot en 1990, Funeral at the Movies en 1991 et Get Your Goat en 1992), avant que le groupe ne gagne en visibilité en tournant avec Fugazi et Foo Fighters.
L'ancien bassiste suisse Nathan Larson (guitares) et l'ancien batteur de Jawbox Adam Wade remplacent Matthews et Russell en 1992. Matthews et Russell se sont produits pour la dernière fois en concert avec le groupe le 1er janvier 1992 et le 28 juin 1992 respectivement, comme annoncé par Wedren à la foule lors de ces concerts.
Le groupe signe avec Epic Records, qui publie Pony Express Record en 1994. Le post-hardcore anguleux et mathématique de l'album lui vaut une estime, surtout quand le clip de X-French Tee Shirt est à la mode sur MTV. Le single atteint la 36e place du classement Radio & Records Alternative.
Au cours des années suivantes, Wedren a un lymphome de Hodgkin en 1996, Larson enregistre un album avec le groupe de projet parallèle Mind Science of the Mind et Wade quitte le groupe. Il est remplacé par Kevin March, ancien batteur des Dambuilders.
Ils sortent un autre album, 50,000 B.C., en 1997. Le groupe travaille sur la musique de bandes originales telles que First Love, Last Rites et High Art. En 1998, le groupe écrit et interprète deux chansons pour le film Velvet Goldmine.
Cependant, 1998 marque le départ de Larson et la fin du groupe. Wedren poursuit une carrière solo, dont une apparition sur la bande originale de In Love avec Didn't Mean to Do You Harm, et contribue aux chœurs de l'album éponyme de The Verve Pipe en 1999.
Larson et Wedren continuent à créer des bandes originales. David Wain, fondateur de la série télévisée The State, est un ami de lycée de Wedren. Wedren sort son premier album solo, Laponie, en 2005 puis forme un nouveau groupe appelé Hot One.
Wedren, Larson et March jouent ensemble un bref set le 17 septembre 2007 au Mercury Lounge de New York. Le groupe continue à donner des spectacles tout au long de 2008 et 2009, March joue les dates de l'Est et Wade les dates de l'Ouest. Le groupe sort un album live intitulé Live from Home en 2009. Sans Larson, le groupe joue ce qui est présenté comme un spectacle "final" le 2 septembre 2009 au Bowery Ballroom de New York.

## Influences
Shudder to Think est répertorié comme une influence par d'autres groupes : Incubus reprend une partie de X-French Tee Shirt dans leur chanson Nowhere Fast pendant Lollapalooza en 2003. Jeff Buckley cite Shudder to Think comme l'un de ses groupes préférés. En 1998, Pearl Jam invite Shudder à Think pour la première partie de la tournée en Australie et joue même un extrait de la chanson de Shudder Pebbles pendant leur set. Deftones cite Shudder to Think comme une influence et reprend même des extraits de X-French Tee Shirt et So Into You lors d'émissions en direct.

## Membres
- Craig Wedren - chant et guitare (1986–1998, 2007–2009)
- Stuart Hill - basse (1986–1998)
- Chris Matthews - guitare (1986–1992)
- Mike Russell - batterie (1986–1992)
- Nathan Larson - guitare (1992–1998, 2007–2008)
- Adam Wade - batterie (1992–1996, 2008-2013)
- Kevin March - batterie (1996–1998, 2007–2009)
- Mark Watrous - guitare (2007–2009)
- Jesse Krakow - basse (2007–2009)

## Discographie
Albums
- Curses, Spells, Voodoo, Mooses (1988, Sammich Records)
- Ten Spot (1990, Dischord Records)
- Funeral at the Movies (1991, Dischord Records)
- Get Your Goat (1992, Dischord Records)
- Pony Express Record (1994, Epic)
- 50,000 B.C. (1997, Epic)

Albums live
- Your Choice Live Series (1992, Your Choice Records)
- Live from Home (2009, Team Love)

Démo
- Shudder To Think (1994, Epic ESK5691)

Singles
- It Was Arson (1988, Sammich)
- Medusa Seven (1989, Hoss)
- Catch of the Day (1990, Trout, split w/ Unrest)
- Hit Liquor / No Room 9, Kentucky 7" (1992, Dischord)
- Hit Liquor (1994, Epic)
- X - French T-Shirt / Shake Your Halo Down 7" (1994, Sub Pop)
- S/T (Live) (1994, Epic)
- So Into You (1995, Epic)
- Red House (1997, Epic)

Bandes originales
- First Love, Last Rites, 1998
- High Art, 1999
- Velvet Goldmine, 1998

Compilations
- F-R-5 (A compilation album), 1987 Fetal Records #005
- State of the Union: D.C. Benefit Compilation, 1989 Dischord Records
- Funeral at the Movies/Ten Spot
- O Come All Ye Faithful (Rock for Choice), 1996